# Brizoides gambrisius
Brizoides gambrisius är en insektsart som först beskrevs av John Obadiah Westwood 1859.  Brizoides gambrisius ingår i släktet Brizoides och familjen Pseudophasmatidae. Inga underarter finns listade.